# Zahradní krb

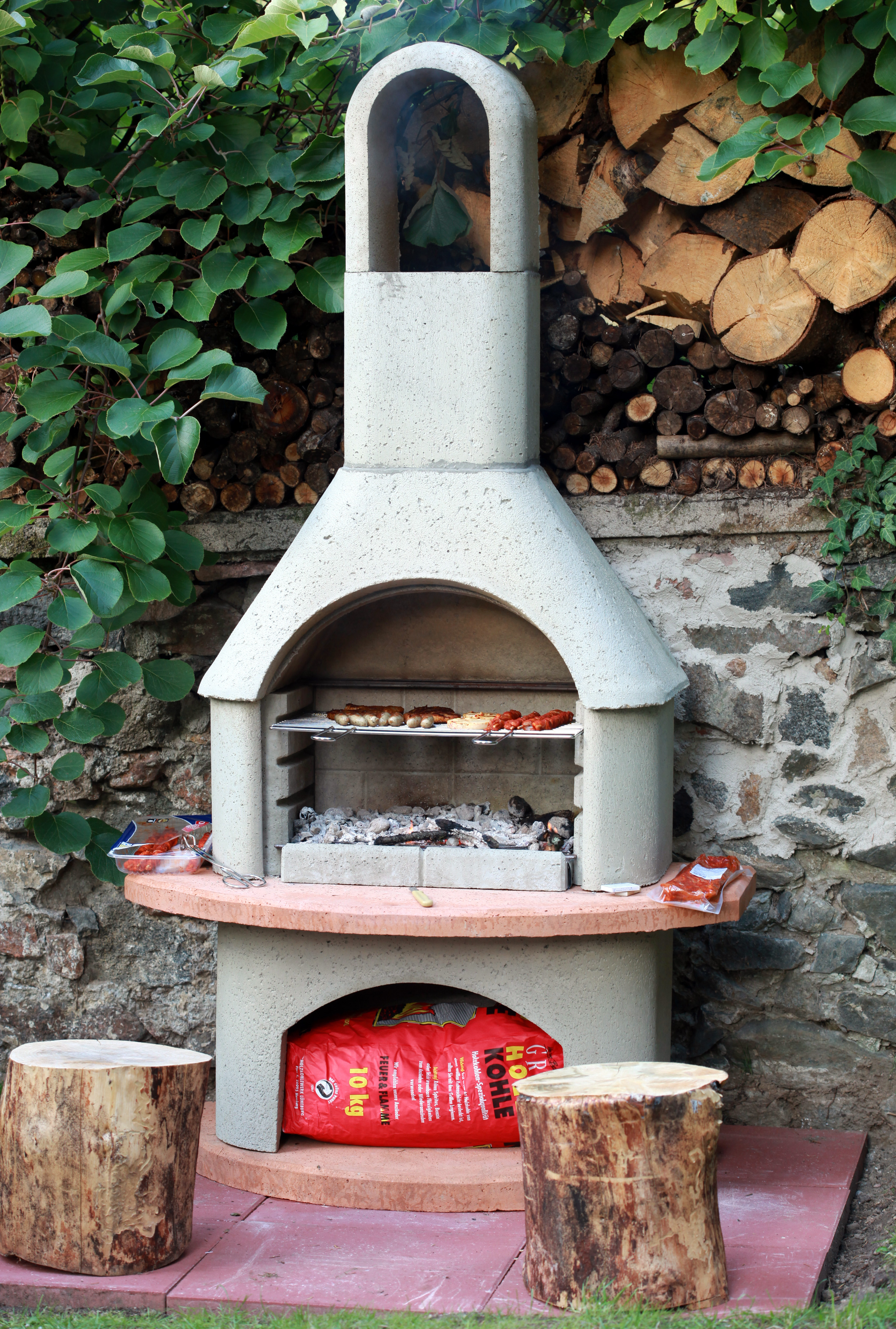
Menší venkovní krb

Zahradní krb, někdy také nazýván venkovní krb, se v posledních třech desítkách let stal vyhledávanou součástí zahradních posezení. Zcela nebo zčásti nahradil otevřená ohniště pro improvizované opékání uzenin, masa apod. Zahradní krb spojil možnost venkovního posezení u otevřeného ohně bez obtěžujícího kouře s tepelnou úpravou nejrozmanitějších potravin grilováním, pečením, uzením atd.
Zahradní krby lze rozdělit do dvou základních kategorií:
1. Velké stavěné krby se složitou konstrukcí, nemožností případného přemístění a širokým spektrem použití (integrované pece, udírny, grily, kuchyňské doplňky,  dřezy atd.). Tyto krby jsou často součástí budovy včetně komínového systému a jsou poměrně finančně, projektově i stavebně složité.
2. Menší, stavebnicové zahradní krby jednoduché konstrukce navržené tak, aby i laik byl schopen takový produkt dle návodu sestavit a zprovoznit. Tyto krby se skládají většinou s několika hlavních součástí:
  - základová deska
  - podstavec (nohy) krbu
  - pracovní deska
  - spalovací prostor – topeniště (často vybaveno spodním přívodem vzduchu, šamotovým obkladem a roštem spodním a grilovacím)
  - krbová střecha (betonová nebo kovová, s udírnou nebo bez udírny)

Pokud je zajištěna technická regulace tahu krbu, lze v betonovém krbu udit i potraviny syrové. Udírna je vhodným doplňkem k douzování různých uzenin, sýrů apod.

## Zásady
Při montáži musí být pod krbem zpevněná vodorovná plocha, která má dostatečně zhutněné štěrkové podlaží. Jednotlivé díly se skládají na sucho nebo se promazávají silikonovým tmelem, případná nerovnost se vypodloží dřevěným plátkem. 
Při grilování se v celobetonových krbech smí topit pouze dřevěným uhlím (u vybraných typů zahradních krbů, které mají zvýšenou ochranu betonových dílů, případně používají odolnějšího betonu, je možné i použití dřeva). Je to z toho důvodu, že beton sám o sobě nevydrží vysoký žár a mohl by popraskat. Při uzení lze nicméně používat drobné štěpky tvrdého dřeva. K zapálení dřevěného uhlí se nepoužívá nikdy benzín, líh apod., ale pouze schválené pevné nebo tekuté podpalovače. 
Po skončení grilování se nechává oheň postupně dohořet, aby krb pomalu vychladl. Oheň se nikdy nehasí vodou. Na zimu se krb zakrývá plachtou proti působení povětrnostních vlivů.